# Semousies Churchyard
Semousies Churchyard is een Britse militaire begraafplaats gelegen in de Franse plaats Semousies (Noorderdepartement). De begraafplaats wordt onderhouden door de Commonwealth War Graves Commission.
De begraafplaats telt 3 geïdentificeerde Gemenebest graven uit de Eerste Wereldoorlog.